# 팬아메리칸 월드 항공의 운항 노선
1991년 도산 직전까지 팬아메리칸 월드 항공의 운항 노선은 다음과 같다.

## 운항 노선

### 유럽
- 프랑스
  - 파리 - 샤를 드 골 국제공항

### 아메리카

#### 북아메리카
- 미국
  - 워싱턴 D.C.
    - 워싱턴 D.C - 워싱턴 덜레스 국제공항

  - 뉴욕주
    - 뉴욕 - 존 F. 케네디 국제공항 슈퍼 허브

  - 뉴저지주
    - 뉴어크 - 뉴어크 리버티 국제공항

  - 루이지애나주
    - 뉴올리언즈 - 루이 암스트롱 뉴올리언스 국제공항

  - 매사추세츠주
    - 보스턴 - 보스턴 로건 국제공항

  - 미시간주
    - 디트로이트 - 디트로이트 메트로폴리탄 웨인 카운티 국제공항

  - 일리노이주
    - 시카고 - 시카고 오헤어 국제공항

  - 조지아주
    - 애틀랜타 - 하츠필드 잭슨 애틀랜타 국제공항

  - 캘리포니아주
    - 로스앤젤레스 - 로스앤젤레스 국제공항
    - 샌프란시스코 - 샌프란시스코 국제공항

  - 콜로라도주
    - 덴버 - 덴버 국제공항

  - 텍사스주
    - 댈러스 - 댈러스 포트워스 국제공항
    - 휴스턴 - 조지 부시 인터콘티넨털 공항

  - 펜실베이니아주
    - 필라데피아 - 필라데피아 국제공항

  - 플로리다주
    - 마이애미 - 마이애미 국제공항
    - 올랜도 - 올랜도 국제공항
    - 탬파 - 탬파 국제공항
- 멕시코
  - 멕시코시티 - 멕시코시티 국제공항
  - 몬테레이 - 몬테레이 국제공항
  - 캉쿤 - 캉쿤 국제공항

#### 중앙아메리카
- 과테말라
  - 과테말라 시티 - 라 아우로라 국제공항
- 니카라과
  - 마나과 - 아우구스토 C. 산디노 국제공항
- 엘살바도르
  - 산살바도르 - 엘살바도르 국제공항
- 온두라스
  - 테구시갈파 - 톤콘틴 국제공항
  - 산페드로술라 - 라몬 비예다 모랄레스 국제공항
- 코스타리카
  - 산 호세 - 후안 산타마리아 국제공항
- 파나마
  - 파나마 시티 - 토쿠멘 국제공항

#### 남아메리카
- 가이아나
  - 조지타운 - 체디 차카 국제공항
- 베네수엘라
  - 카라카스 - 시몬 볼리바르 국제공항
  - 마라카이보 - 라치니타 국제공항
  - 코로 - 호세 레오나르도 치리노 공항
- 볼리비아
  - 라파즈 - 엘알토 국제공항
- 브라질
  - 리우데자네이루 - 리우데자네이루 갈레앙 국제공항
  - 레시페 - 레시페 구아라라피스 길베르토 프레이레 국제공항
  - 상파울루 - 상파울루 구아룰류스 국제공항
- 수리남
  - 파라마리보 - 요한 아돌프 펜겔 국제공항
- 아르헨티나
  - 부에노스아이레스 - 미니스토로 피스타리니 국제공항
- 에콰도르
  - 키토 - 마리스칼 수크레 국제공항
  - 과야킬 - 호세 호아킨데 올메도 국제공항
- 우루과이
  - 몬테비데오 - 카라스코 국제공항
- 칠레
  - 산티아고 - 아르투로 메리노 베니테스 국제공항
- 콜롬비아
  - 보고타 - 엘도라도 국제공항
  - 메델린
    - 호세 마리아 코르도바 국제공항
    - 에리크 올라야 에레라 공항

  - 바랑키야 - 에르네스토 코르티소스 국제공항
  - 칼리 - 알폰소 보니야 아라곤 국제공항
- 파라과이
  - 아순시온 - 실비오 페티로시 국제공항
- 페루
  - 리마 - 호르헤차베스 국제공항
- 프랑스령 기아나
  - 카옌 - 카옌로 샹부 공항

#### 카리브해
- 네덜란드령 세인트마틴
  - 신트마르턴 - 프린세스 줄리아나 국제공항
- 도미니카 공화국
  - 산토도밍고 - 산토도밍고 국제공항
  - 푸에르토플라타 - 푸에르토플라타 국제공항
- 바베이도스
  - 브리지타운 - 그랜틀리 애덤스 국제공항
- 바하마
  - 나소 - 린든 핀들링 국제공항
  - 록사운드 - 록사운드 국제공항
- 버뮤다
  - 해밀턴 - L.F. 웨이드 국제공항
- 세인트키츠 네비스
  - 세인트 키츠 - 로버트 L. 브래드쇼 국제공항
- 세인트루시아
  - 뷰포트 - 하와노리아 국제공항
- 아이티
  - 포르토프랭스 - 투생 루베르튀르 국제공항
- 앤티가 바부다
  - 세인트존스 - VC 버드 국제공항
- 영국령 버진아일랜드
  - 세인트 토마스 - 시릴 E. 킹 공항
  - 세인트 크로 - 헨리 E. 로이슨 공항
- 자메이카
  - 킹스턴 - 노먼 맨리 국제공항
  - 몬테고베이 - 생스터 국제공항
- 케이맨 제도
  - 조지타운 - 오웬 로버츠 국제공항
- 퀴라소
  - 퀴라소 - 하토 국제공항
- 터크스 케이커스 제도
  - 그랜드터크 - JAGS 맥카트니 국제공항
  - 프로비던셜스 - 프로비던셜스 국제공항
- 트리니다드 토바고
  - 포트오브스페인 - 피아르코 국제공항
- 프랑스령 과들루프
  - 푸앵트아피트르 - 푸앵트아피트르 국제공항
- 프랑스령 마르니티크
  - 포르드프랑스 - 마르티니크 에메 세제르 국제공항

## 단항 노선

### 아시아

#### 동아시아
- 대한민국
  - 서울 - 김포국제공항
  - 부산 - 김해국제공항
- 중화인민공화국
  - 베이징 - 베이징 서우두 국제공항
  - 광저우 - 광저우 바이윈 국제공항
  - 상하이 - 상하이 훙차오 국제공항
  - 샤먼 - 샤먼 가오치 국제공항
  - 선양 - 선양 타오셴 국제공항
  - 선전 - 선전 바오안 국제공항
  - 시안 - 시안 셴양 국제공항
  - 우한 - 우한 톈허 국제공항
  - 창사 - 창사 황화 국제공항
  - 청두 - 청두 솽류 국제공항
  - 충칭 - 충칭 장베이 국제공항
  - 칭다오 - 칭다오 류팅 국제공항
  - 항저우 - 항저우 샤오산 국제공항
- 홍콩
  - 홍콩 - 홍콩 카이탁 국제공항
- 일본
  - 도쿄
    - 하네다 국제공항 아시아 허브
    - 나리타 국제공항 아시아 허브

  - 오사카 - 이타미 국제공항
  - 오키나와 - 나하 공항
- 중화민국
  - 타이베이 - 타이베이 쏭산 국제공항
  - 가오슝 - 가오슝 국제공항
- 몽골
  - 울란바타르 - 칭기즈 칸 국제공항

#### 동남아시아
- 미얀마
  - 양곤 - 양곤 국제공항
- 북베트남
  - 하노이 - 노이바이 국제공항
  - 나트랑 - 깜라인 국제공항
- 남베트남
  - 사이공 - 떤선녓 국제공항
- 싱가포르
  - 싱가포르 - 싱가포르 창이 국제공항
- 인도네시아
  - 자카르타 - 할림 페르다나쿠수마 국제공항
  - 덴파사르 - 응우라라이 국제공항
- 태국
  - 방콕 - 돈므앙 국제공항
- 필리핀
  - 마닐라 - 니노이 아키노 국제공항
  - 세부 - 막탄 세부 국제공항

#### 남아시아
- 인도
  - 델리 - 인디라 간디 국제공항
  - 봄베이 - 차트라파티 시바지 국제공항
  - 캘커타 - 네타지 수바스 찬드라 보스 국제공항

#### 서남아시아
- 레바논
  - 베이루트 - 베이루트 국제공항
- 바레인
  - 마나마 - 바레인 국제공항
- 사우디아라비아
  - 리야드 - 킹 칼리드 국제공항
  - 담맘 - 킹 파드 국제공항
  - 메디나 - 프린스 모하메드 빈 압둘아지즈 국제공항
  - 제다 - 킹 압둘아지즈 국제공항
- 시리아
  - 다마스쿠스 - 다마스쿠스 국제공항
- 아랍에미리트
  - 아부다비 - 아부다비 국제공항
  - 두바이 - 두바이 국제공항
- 이라크
  - 바그다드 - 바그다드 국제공항
- 이란
  - 테헤란 - 테헤란 메흐라바드 국제공항
- 이스라엘
  - 텔아비브 - 벤구리온 국제공항
- 카타르
  - 도하 - 도하 국제공항
- 파키스탄
  - 이슬라마바드 - 베나지르 부토 국제공항
  - 카라치 - 진나 국제공항
  - 라호르 - 알라마 이크발 국제공항

### 아프리카

#### 서아프리카
- 가나
  - 아크라 - 코토카 국제공항
- 가봉
  - 리브르빌 - 리브르빌 국제공항
- 기니
  - 코나크리 - 코나크리 국제공항
- 나이지리아
  - 라고스 - 무르탈라 모하메드 국제공항
- 라이베리아
  - 몬로비아 - 로버츠 국제공항
- 베냉
  - 코토누 - 코토누 국제공항
- 세네갈
  - 다카르 - 레오폴 세다르 상고르 국제공항
- 자이르
  - 킨샤사 - 킨샤사 국제공항
- 카메룬
  - 두알라 - 두알라 국제공항
- 코트디부아르
  - 아비장 - 포르부에 국제공항

#### 남아프리카
- 남아프리카 공화국
  - 요하네스버그 - OR 탐보 국제공항

#### 동아프리카
- 우간다
  - 엔테베 - 엔테베 국제공항
- 케냐
  - 나이로비 - 조모 케냐타 국제공항
- 탄자니아
  - 다르에스살람 - 줄리어스 니에레레 국제공항

#### 북아프리카
- 모로코
  - 라바트 - 라바스 살레 국제공항
  - 카사블랑카 - 모하메드 V 국제공항

### 유럽

#### 서유럽
- 영국
  - 런던
    - 런던 히드로 국제공항 유럽 허브
    - 런던 개트윅 국제공항
    - 런던 스탠스테드 국제공항

  - 글래스고 - 글래스고 공항
- 프랑스
  - 파리
    - 파리 르부르제 공항
    - 파리 오를리 공항

  - 니스 - 니스 코트다쥐르 공항
- 서독
  - 서베를린
    - 베를린 테겔 국제공항
    - 베를린 템펠호프 국제공항

  - 뉘른베르크 - 뉘른베르크 공항
  - 뒤셀도르프 - 뒤셀도르프 국제공항
  - 뮌헨 - 뮌헨 국제공항
  - 본 - 쾰른 본 공항
  - 브레멘 - 브레멘 공항
  - 자르브뤼켄 - 자르브뤼켄 공항
  - 프랑크푸르트 - 프랑크푸르트 국제공항 유럽 허브
  - 하노버 - 하노버 공항
  - 함부르크 - 함부르크 공항
- 아일랜드
  - 더블린 - 더블린 국제공항
  - 섀넌 - 섀넌 공항
- 네덜란드
  - 암스테르담 - 암스테르담 스키폴 국제공항
- 벨기에
  - 브뤼셀 - 브뤼셀 국제공항

#### 중유럽
- 스위스
  - 제네바 - 제네바 국제공항
  - 취리히 - 취리히 국제공항
- 오스트리아
  - 빈 - 빈 국제공항

#### 남유럽
- 그리스
  - 아테네 - 아테네 국제공항
- 스페인
  - 마드리드 - 마드리드 바하라스 국제공항
  - 바르셀로나 - 바르셀로나 엘프라트 국제공항
  - 말라가 - 말라가 공항
  - 발렌시아 - 발렌시아 공항
- 유고슬라비아
  - 베오그라드 - 베오그라드 국제공항
  - 두브로브니크 - 두브로브니크 국제공항
  - 사라예보 - 사라예보 국제공항
  - 자그레브 - 자그레브 국제공항
- 이탈리아
  - 로마 - 레오나르도 다 빈치 국제공항
  - 밀라노 - 밀라노 말펜사 국제공항
  - 나폴리 - 나폴리 국제공항
  - 팔레르모 - 팔코네 보르셀리노 국제공항
- 튀르키예
  - 앙카라 - 에센보아 국제공항
  - 이스탄불 - 아타튀르크 국제공항
- 포르투갈
  - 리스본 - 리스본 포르텔라 국제공항
  - 산타마리아섬 - 산타마리아 공항
  - 테르세이라섬 - 라제스 공군기지
  - 포르투 - 포르투 공항
  - 푼샬 - 푼샬 마데이라 공항

#### 동유럽
- 루마니아
  - 부쿠레슈티 - 헨리 코안더 국제공항
- 소련
  - 모스크바 - 셰레메티예보 국제공항
  - 레닌그라드 - 풀코보 국제공항
- 체코슬로바키아
  - 프라하 - 프라하 루지네 국제공항
- 폴란드
  - 바르샤바 - 바르샤바 프레드릭 쇼팽 국제공항
  - 크라쿠프 - 크라쿠프 발리체 국제공항
- 헝가리
  - 부다페스트 - 부다페스트 페리 헤지 국제공항

#### 북유럽
- 노르웨이
  - 오슬로 - 오슬로 리게 국제공항
  - 베르겐 - 베르겐 공항
- 덴마크
  - 코펜하겐 - 코펜하겐 카스트럽 국제공항
- 스웨덴
  - 스톡홀름 - 스톡홀름 알란다 국제공항
- 핀란드
  - 헬싱키 - 헬싱키 반타 국제공항

### 아메리카

#### 북아메리카
- 미국
  - 노스캐롤라이나주
    - 샬럿 - 샬럿 국제공항
    - 포트워싱턴 – 포트워싱턴 공항

  - 뉴욕주
    - 포트워싱턴 – 포트워싱턴 공항

  - 미네소타주
    - 미니애폴리스 – 미니애폴리스 세인트폴 국제공항

  - 미주리주
    - 캔자스시티 - 캔자스시티 국제공항
    - 세인트루이스 – 세인트루이스 공항

  - 버지니아주
    - 노퍽 - 노퍽 국제공항

  - 알래스카주
    - 앵커리지 – 테드 스티븐스 앵커리지 국제공항
    - 페어뱅크스 - 페어뱅크스 국제공항
    - 주노 - 주노 공항
    - 케치캔 - 케치캔 공항
    - 타나크로스 - 타나크로스 공항

  - 오하이오주
    - 캔자스시티 - 캔자스시티 국제공항

  - 워싱턴주
    - 시애틀 - 시애틀 타코마 국제공항

  - 유타주
    - 솔트레이크시티 - 솔트레이크시티 국제공항

  - 인디애나주
    - 클리블랜드 – 클리블랜드 국제공항

  - 조지아주
    - 서배너 - 서배너 힐튼헤드 국제공항

  - 캘리포니아주
    - 샌디에이고 – 샌디에이고 국제공항

  - 코네티컷주
    - 하트포드 – 브래들리 국제공항

  - 테네시주
    - 내슈빌 – 내슈빌 국제공항

  - 텍사스주
    - 샌안토니오 - 샌안토니오 국제공항
    - 코퍼스크리스티 - 코퍼스크리스티 국제공항
    - 오스틴 – 오스틴 공항

  - 펜실베이니아주
    - 피츠버그 - 피츠버그 국제공항

  - 플로리다주
    - 멜버른 - 올랜도 멜버른 국제공항
    - 사라소타 - 사라소타 브랜튼 국제공항
    - 잭슨빌 - 잭슨빌 국제공항
    - 클리어워터 - 상트페테 클리어워터 국제공항
    - 팜비치 - 팜비치 국제공항
    - 펜서콜라 - 펜서콜라 국제공항
    - 포트로더레일 – 포트로더레일 할리우드 국제공항
    - 포트마이어스 - 사우스웨스트 플로리다 국제공항

  - 하와이주
    - 호놀룰루 – 호놀룰루 국제공항
    - 힐로 - 힐로 공항

### 오세아니아

#### 오스트랄라시아
- 오스트레일리아
  - 시드니 - 시드니 킹스포드 스미스 국제공항
  - 멜버른 - 멜버른 공항
- 뉴질랜드
  - 오클랜드 - 오클랜드 국제공항

#### 멜라네시아
- 누벨칼레도니
  - 누메아 - 누메아 라 톤투타 국제공항
- 미국령 웨이크섬
  - 웨이크섬 - 웨이크 비행장
- 피지
  - 난디 - 난디 국제공항

#### 미크로네시아
- 괌
  - 괌 - 아가나 국제공항
- 키리바시
  - 사우스타라와 - 칸톤 국제공항

#### 폴리네시아
- 아메리칸사모아
  - 팡오팡오 - 팡오팡오 국제공항
- 프랑스령 폴리네시아
  - 파페에테 - 파 국제공항